# Musée folklorique Law Uk
Le musée folklorique Law Uk (羅屋民俗館, Law Uk Folk Museum) est situé à Hong Kong dans la maison d'un ancien village hakka de Chai Wan (en) depuis 1989. Il porte le nom de la famille (Law) qui vivait dans le bâtiment, une maison du milieu du 18e siècle, construite environ 90 ans avant l'établissement des Britanniques sur l'île de Hong Kong. Elle est redécouverte dans les années 1970 et classée monument déclaré en 1989. Après restauration, elle est reconvertie pour accueillir le musée folklorique sous la supervision du musée d'histoire de Hong Kong. C'est le seul exemple d'architecture hakka qui reste dans la région.

## Histoire
On ne sait pas avec certitude quand la maison est achevée mais on estime que c'est au milieu du 18e siècle, à peu près à l'époque où la famille Law émigre à Hong Kong depuis le comté de Bao'an (en) dans le Guangdong,. La date approximative de construction est confirmée par des documents officiels de la dynastie Qing qui datent de 1767 et 1796. L'existence de ces documents - qui étaient en possession de la famille Law - est apparue lorsque la maison est redécouverte. Au moment de sa construction, la maison se trouve sur le front de mer de l'île de Hong Kong devant Victoria Harbour. Cependant, en raison de constructions de terre-pleins, elle est maintenant beaucoup plus à l'intérieur des terres.
La zone de l'actuel Chai Wan (en) était inhabitée et composée simplement de terres arides et boisées. Lorsque les Law s'y installent, ils rejoignent une communauté d'environ 300 Hakkas, qui avaient établi un village. La majorité d'entre eux travaillaient comme tailleurs de pierre dans les carrières voisines. D'autres étaient pêcheurs en raison de la proximité de la mer. La famille Law, cependant, se compose de pauvres paysans cultivant du riz et élève également des poulets et des porcs dans sa ferme.
L'une des ailes de la maison Law Uk est détruite pendant la bataille de Hong Kong de 1941, quand elle est touchée par un obus japonais. Néanmoins, le mode de vie villageois des hakkas se poursuit tout au long de l'occupation japonaise de Hong Kong jusqu'en 1945. Après la fin de la Seconde Guerre mondiale, le nombre de réfugiés (en) arrivant dans la colonie augmente considérablement et ils commencent à installer des cabanes de squatters dans les collines de Chai Wan. Cela finit par « détruire le mode de vie des Hakkas ».
En raison du manque de terres, le village hakka est défriché et démoli, et Chai Wan est transformé en une zone industrielle avec de nombreux logements communautaires,. En conséquence, la famille Law quitte la maison en 1960 et se réinstalle dans l'un des lotissements environnants. C'est une situation similaire pour les autres villageois, dont les descendants vivent maintenant dans des complexes d'appartements proches de l'endroit où se trouvait autrefois le village.

## Restauration
Avant sa redécouverte, Law Uk est abandonnée et utilisée comme atelier de production de meubles métalliques. Plusieurs débuts d'incendie ont lieu en raison des peintures en aérosol et autres produits inflammables stockés à l'intérieur. Le département de réinstallation (en) redécouvre la maison au début des années 1970 et exhorte le conservateur du nouveau musée d'histoire de Hong Kong, ouvert en juillet 1975, à acheter et rénover Law Uk.
Le bâtiment est finalement restauré et rouvre en tant que musée folklorique Law Uk en 1989. Il est classé monument déclaré le 10 novembre de la même année,. Le musée est l'un des trois administrés par le musée d'histoire de Hong Kong, avec le musée de la défense côtière de Hong Kong et le musée de la tombe han de Lei Cheng Uk. Deux autres sont plus tard ajoutés à la suite : la galerie d'exposition du bateau-pompe Sir Alexander Grantham et le musée du Dr Sun Yat-sen.
En raison de sa taille modeste et de son emplacement loin d'être idéal dans une zone industrielle, le musée connaît une faible fréquentation au fil des ans. Pour cette raison, le musée d'histoire de Hong Kong envisage de le fermer. Cependant, il reste ouvert et opérationnel à ce jour.
Law Uk est la seule maison restante du village hakka, et le dernier exemple de logement traditionnel hakka à Chai Wan.

## Architecture
Law Uk est décrite comme une maison hakka « typique »,, qui consiste en cinq pièces dans lesquelles environ dix personnes pouvaient vivre. Centrée autour d'une pièce principal, la maison est conçue pour être symétrique et dispose d'un puits de lumière à l'avant de la salle principale. C'est la seule source de lumière car la maison avait très peu de fenêtres par crainte des voleurs et des pirates.
Dans le cadre de sa restauration dans les années 1980, une nouvelle annexe de la maison est construite suivant le style architectural général de Law Uk.

## Galerie

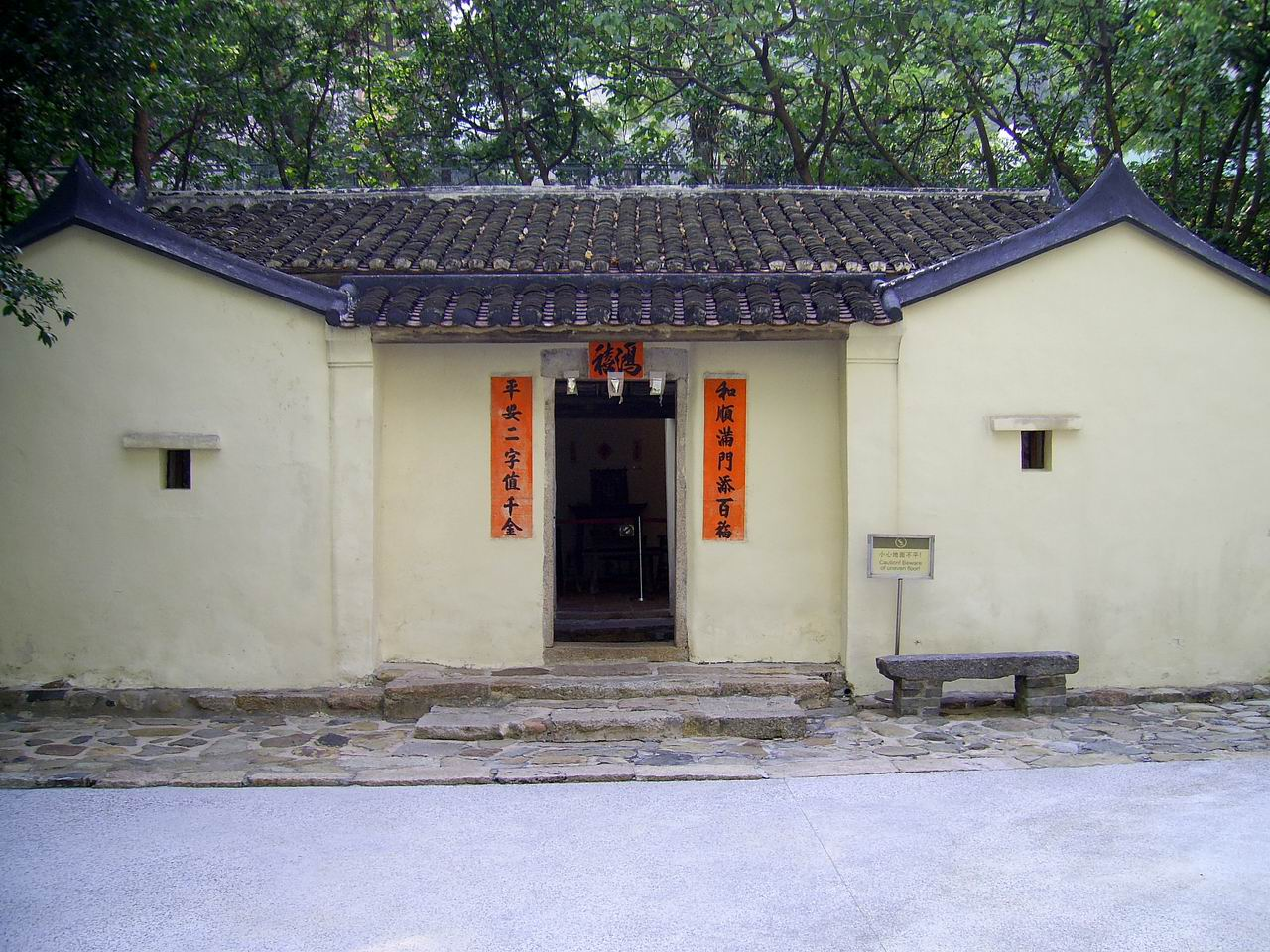
Entrée de la maison.
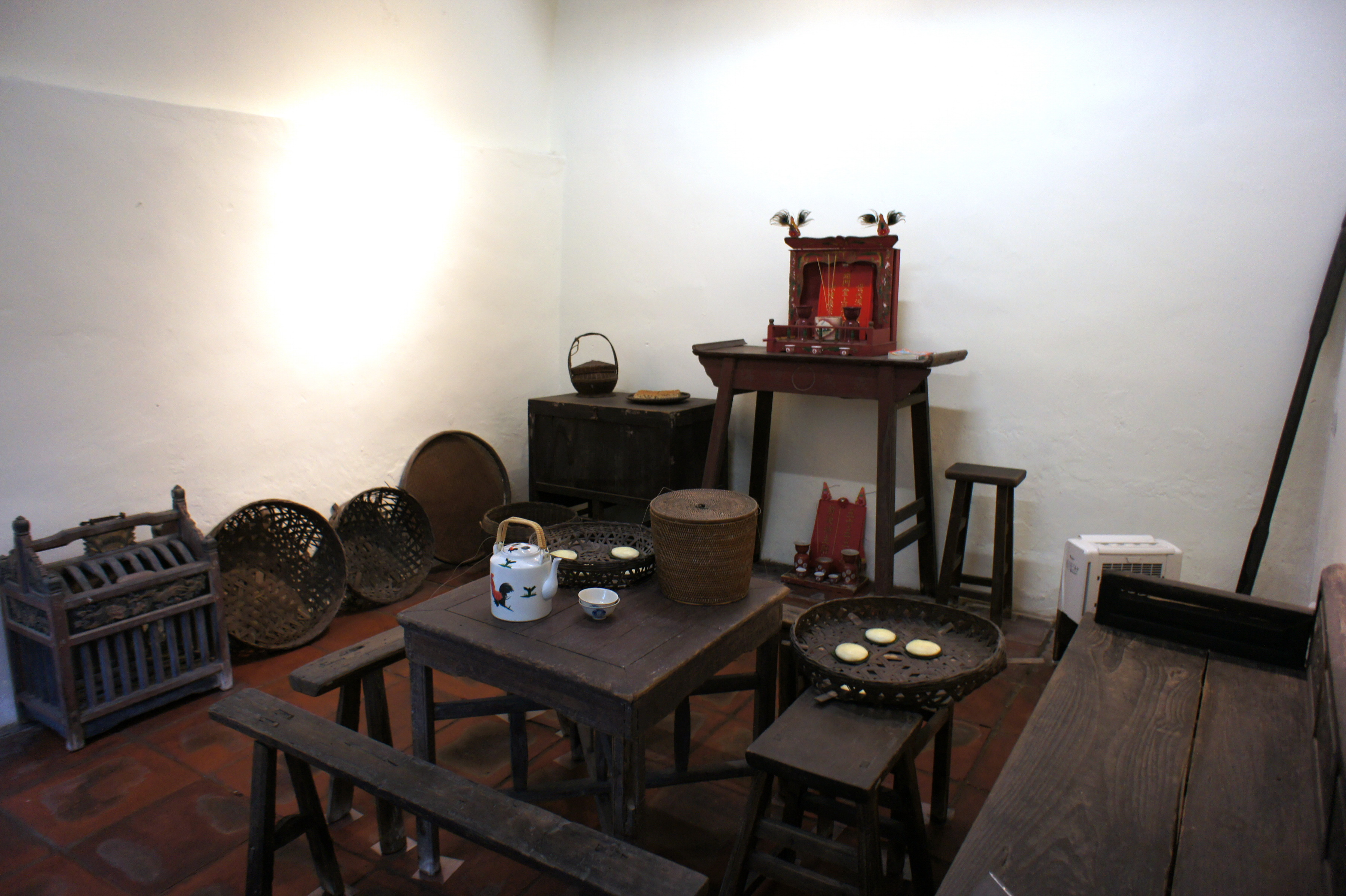
La pièce principale.
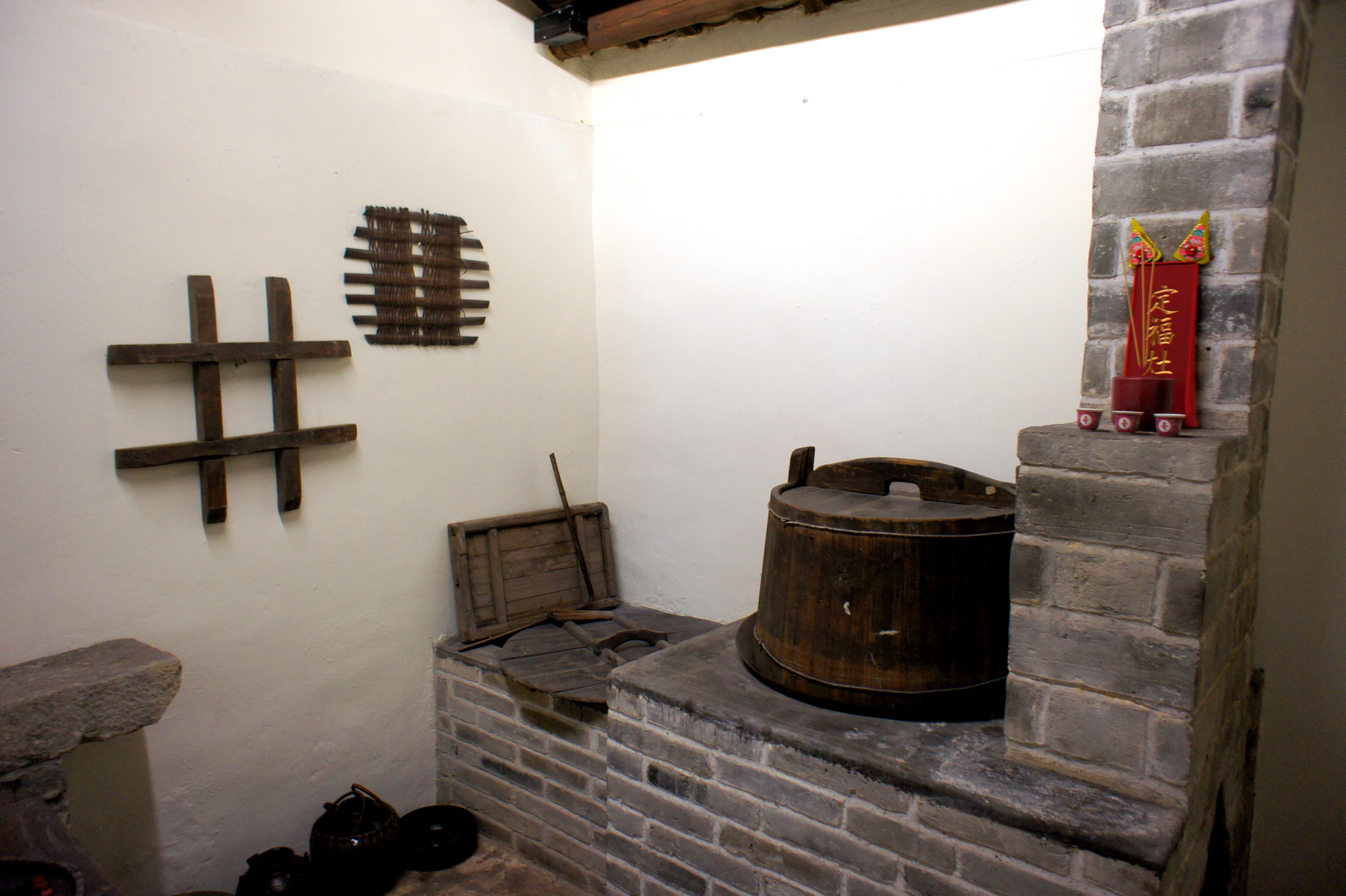
La cuisine.
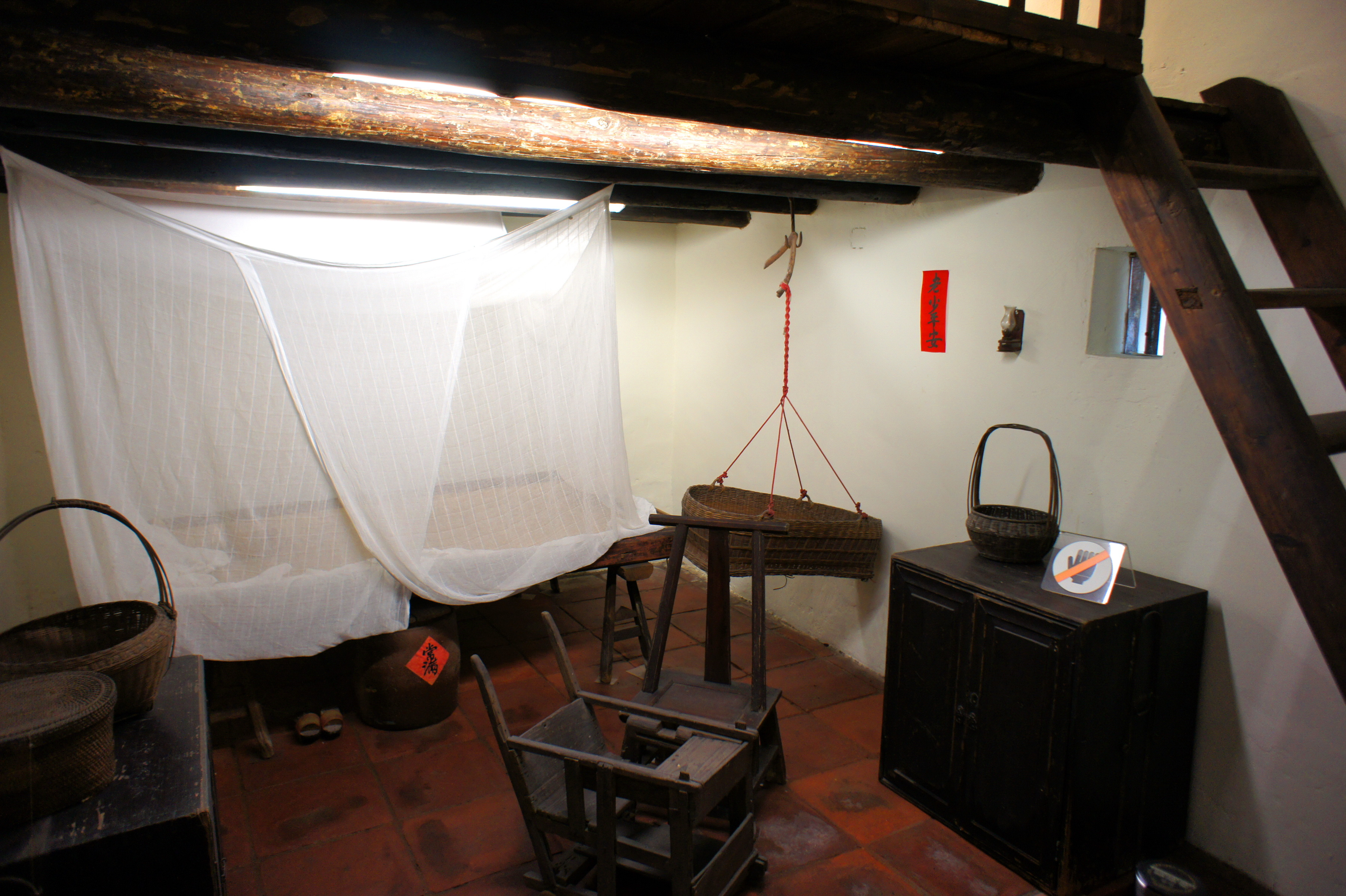
Une chambre à coucher.
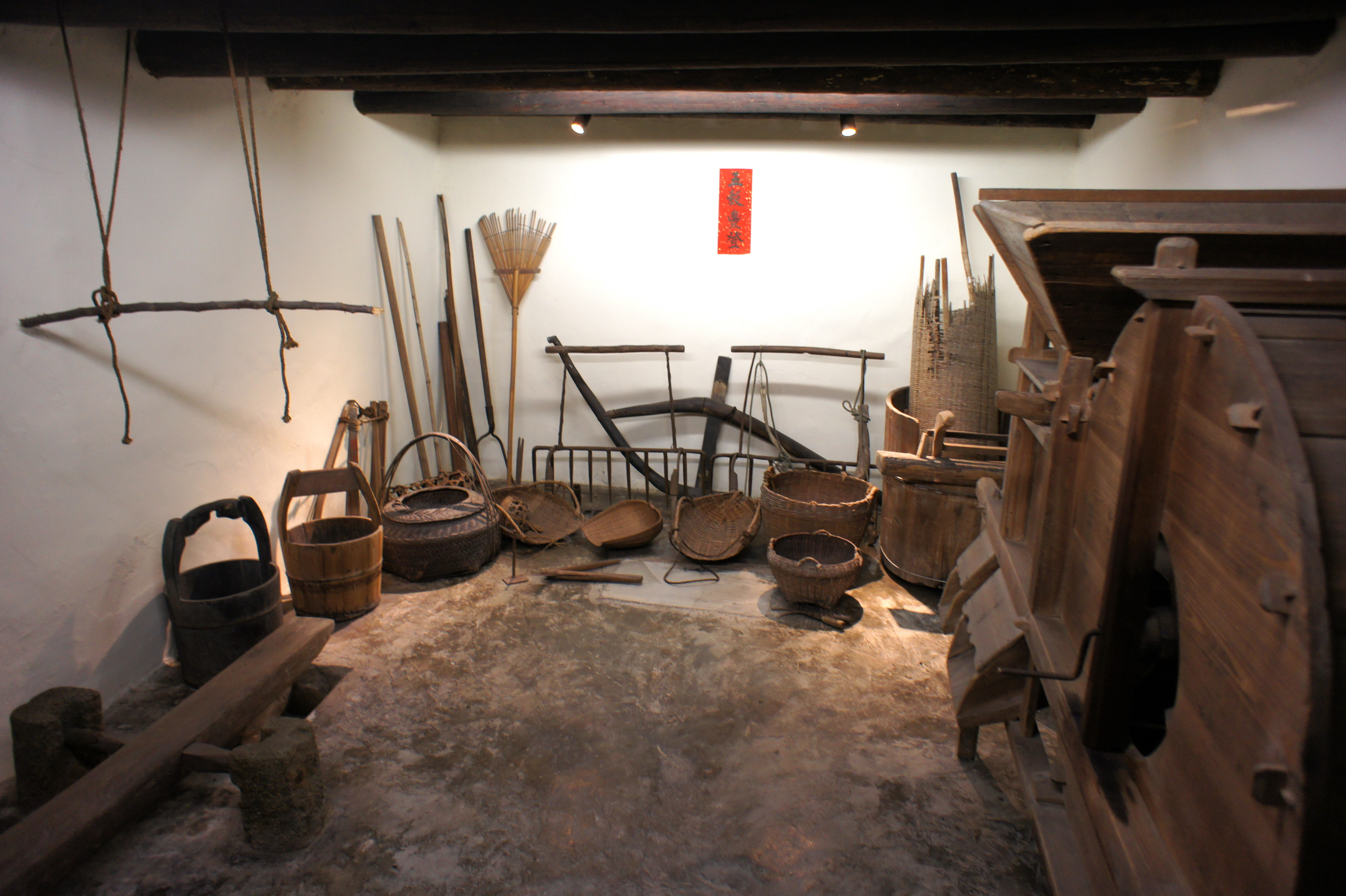
La buanderie.